# Dżaba Kankawa
Dżaba Kankawa, gruz. ჯაბა კანკავა (ur. 18 marca 1986 w Tbilisi) – gruziński piłkarz, grający na pozycji pomocnika, reprezentant Gruzji.

## Kariera piłkarska

### Kariera klubowa
Wychowanek DJuSSz Dinamo Tbilisi, w barwach którego zadebiutował w 2004. Na początku 2005 przeniósł się do Ałanii Władykaukaz. Po zakończeniu sezonu przeszedł do Arsenału Kijów, w którym debiutował 5 marca 2006 roku. W grudniu 2006 podpisał 3-letni kontrakt z Dniprem Dniepropetrowsk. Od 2009 występował tylko w drużynie rezerwowej. Zimą 2011 został wypożyczony do Krywbasa Krzywy Róg. 29 sierpnia 2012 powrócił do Dnipra. 30 marca 2014 roku uratował życie boiskowemu przeciwnikowi - Olegowi Gusevowi. 15 sierpnia 2015 przeszedł do Stade de Reims.

### Kariera reprezentacyjna
Od 2004 roku występuje w reprezentacji Gruzji. Łącznie rozegrał 86 gier reprezentacyjnych, strzelił 10 bramek. Wcześniej występował w reprezentacji Gruzji U-21.

## Sukcesy i odznaczenia

### Sukcesy klubowe
- mistrz Gruzji: 2005
- brązowy medalista Mistrzostw Gruzji: 2004

## Odznaczenia
- Order Honoru – 2024[8][9][10][11]